# Wynyard (Sydney)
Wynyard è una località urbana situata attorno all'omonima stazione ferroviaria, nel distretto affaristico centrale di Sydney e all'interno dell'area amministrativa della città. 
Il codice di avviamento postale è 2000. Il Wynyard Park è un importante punto di riferimento di questa zona.